# Vrh pri Trebelnem
Vrh pri Trebelnem – wieś w Słowenii, w gminie Mokronog-Trebelno. W 2018 roku liczyła 25 mieszkańców.